# Lijst van voetbalinterlands Eritrea - Rwanda
Deze lijst van voetbalinterlands is een overzicht van alle officiële voetbalwedstrijden tussen de nationale teams van Eritrea en Rwanda. De landen hebben tot op heden tien keer tegen elkaar gespeeld. De eerste wedstrijd, een vriendschappelijk duel, vond plaats op 28 oktober 2000 in Kigali. De laatste ontmoeting, een groepswedstrijd tijdens de CECAFA Cup 2013, werd gespeeld in Nakuru (Kenia) op 5 december 2013.

## Wedstrijden
| №  | Plaats        | Datum            | Competitie           | Wedstrijd        | Uitslag |
| -- | ------------- | ---------------- | -------------------- | ---------------- | ------- |
| 1  | Kigali        | 28 november 2000 | Vriendschappelijk    | Rwanda − Eritrea | 1 − 0   |
| 2  | Kampala       | 25 november 2000 | CECAFA Cup 2000      | Eritrea − Rwanda | 1 − 1   |
| 3  | Kigali        | 12 december 2001 | CECAFA Cup 2001      | Rwanda − Eritrea | 1 − 0   |
| 4  | Kigali        | 30 november 2005 | CECAFA Cup 2005      | Rwanda − Eritrea | 3 − 2   |
| 5  | Dar es Salaam | 9 december 2007  | CECAFA Cup 2007      | Eritrea − Rwanda | 1 − 2   |
| 6  | Nairobi       | 3 december 2009  | CECAFA Cup 2009      | Rwanda − Eritrea | 2 − 1   |
| 7  | Asmara        | 11 november 2011 | WK 2014 kwalificatie | Eritrea − Rwanda | 1 − 1   |
| 8  | Kigali        | 15 november 2011 | WK 2014 kwalificatie | Rwanda − Eritrea | 3 − 1   |
| 9  | Kampala       | 1 december 2012  | CECAFA Cup 2012      | Eritrea − Rwanda | 0 − 2   |
| 10 | Nakuru        | 5 december 2013  | CECAFA Cup 2013      | Rwanda − Eritrea | 1 − 0   |

## Samenvatting
| Competitie        | Totaal gespeeld | Winst Eritrea | Gelijk | Winst Rwanda | Doelsaldo Eritrea – Rwanda |
| ----------------- | --------------- | ------------- | ------ | ------------ | -------------------------- |
| WK-kwalificatie   | 2               | 0             | 1      | 1            | 2 − 4                      |
| CECAFA Cup        | 7               | 0             | 1      | 6            | 5 − 12                     |
| Vriendschappelijk | 1               | 0             | 0      | 1            | 0 − 1                      |
| Totaal            | 2               | 0             | 2      | 0            | 7 − 17                     |

ENFF · 
Eritrees vrouwenelftal
Interlands
Tegenstander:
Angola ·
Botswana ·
Burundi ·
Djibouti ·
Ghana ·
Jemen ·
Kameroen ·
Kenia ·
Malawi ·
Mali ·
Mozambique ·
Namibië ·
Nigeria ·
Oeganda ·
Rwanda ·
Senegal ·
Seychellen ·
Soedan ·
Somalië ·
Swaziland ·
Tanzania ·
Zimbabwe
FERWAFA · Rwandees vrouwenelftal
1976 – 1989 · 
1990 – 1999 · 
2000 – 2009 · 
2010 – 2019 ·
2020 − 2029
Algerije ·
Angola ·
Benin ·
Botswana ·
Burundi ·
Centraal-Afrikaanse Republiek ·
Congo-Brazzaville ·
Congo-Kinshasa ·
Djibouti ·
Egypte ·
Equatoriaal-Guinea ·
Eritrea ·
Ethiopië ·
Gabon ·
Ghana ·
Guinee ·
Ivoorkust ·
Kaapverdië ·
Kameroen ·
Kenia ·
Lesotho ·
Liberia ·
Libië ·
Madagaskar ·
Malawi ·
Mali ·
Marokko ·
Mauritanië ·
Mauritius ·
Mozambique ·
Namibië ·
Nigeria ·
Oeganda ·
Senegal ·
Seychellen ·
Soedan ·
Somalië ·
Tanzania ·
Togo ·
Tunesië ·
Zambia ·
Zimbabwe ·
Zuid-Afrika ·
Zuid-Soedan